# Lannea barteri
Lannea barteri är en sumakväxtart som först beskrevs av Daniel Oliver, och fick sitt nu gällande namn av Adolf Engler. Lannea barteri ingår i släktet Lannea och familjen sumakväxter. Inga underarter finns listade i Catalogue of Life.